# Robert Ludwig Blumenthal
Robert Ludwig Blumenthal (ur. 16 marca 1806 w Królewcu, zm. 11 marca 1892 w Poznaniu) – urzędnik, prezydent rejencji w Gdańsku w latach 1841–1863, Honorowy Obywatel Miasta Gdańska.

## Życiorys
Robert Ludwig Blumenthal urodził się 16 marca 1806 w Królewcu. W 1831 został asesorem sądowym w Szczecinie, dziesięć lat później został prezydentem rejencji gdańskiej. Za jego kadencji m.in. doprowadzono do Gdańska linię kolejową, wybudowano kompleks sądowy oraz utworzono zawodową straż pożarną. W 1863 przeniósł się do Sigmaringen, wtedy dostał też tytuł honorowego obywatela. W 1874 przeszedł na emeryturę, zmarł 11 marca 1892 w Poznaniu.